# Línia Jireček
La Línia Jireček és una línia imaginària sobre la península dels Balcans que dividiria les dues àrees d'influència més importants de la regió a l'època clàssica fins al segle iv; d'una banda l'àrea del llatí (al nord) i la del grec (al sud). Aquesta línia partiria des de prop de la ciutat de Laçi a l'actual Albània fins a Sàrdica (actualment Sofia, a Bulgària), d'ençà segueix la Serralada dels Balcans fins al mar Negre. L'historiador txec Konstantin Jireček l'any 1911 va definir aquesta línia per primera vegada en el seu estudi sobre la història dels pobles eslaus. Tot i això, la divisó no era absoluta, perquè hi ha proves que s'han mantingut «illes lingüístiques» de les llengües originals que no es van ni llatinitzar, ni hel·lenitzar.
El traçat de la línia està basat en tot un seguit de troballes arqueològiques: la majoria de les inscripcions trobades al nord d'aquesta línia estan escrites en llatí, mentre que en les trobades al sud predomina el grec. Aquesta línia és important per establir el lloc on els pobles romanès, meglenoromanès i aromanès es van formar, ja que es considera bastant improbable que un poble llatí es formés al sud de la línia.
Altres autors han revisat aquest concepte. Kaimio col·loca Dalmàcia i Mèsia Superior a l'àrea llatina i Mèsia Inferior en l'àrea d'influència grega. Segons MacLeod hi pot haver hagut «una política de llenguatge oficial per a cada aspecte de vida per part de les autoritats romanes» excepte en aquells casos on «oficials romans individuals prenien decisions ad hoc». També diu que «fins i tot a l'àrea grega … el llatí era el llenguatge dominant a les obres públiques, les inscripcions, les fites i a l'exèrcit».